# アルトヴィン県
アルトヴィン県(アルトヴィンけん、トルコ語: Artvin ili、ラズ語: ართვინიშ დობადონა、グルジア語: ართვინის პროვინცია)は、北東トルコ、黒海地方の県。県北西部は黒海に面し、北部はジョージア国境となっている。他県とのつながりは東から時計回りにアルダハン、エルズルム、リゼとなっている。県都はアルトヴィン。

## 由来
アルトヴィンの名前の由来はアルメニア語の耕地を意味する。arta,arda(アルタ)と地域を意味するvani(ヴァニ)が混ざり、肥沃な町と言った意味のArtavaniとなり、これが変化してアルトヴィンになったと考えられる。アルトヴィンはキョロクシ、キョロック、コルヒス、リヴァネ、など多くの呼び名があり、今日アルトヴィンと呼ばれる地域はオスマン帝国リヴァネ州の一部であった。

## 地理
アルトウィンはチョルフ川によって深く彫られた険しい谷、取り囲む3000m級の山々、シャヴシャット湖、ボルチカ湖などを含むカラギョル・サハラ国立公園など多くの国立公園と森林など観光に向いている。高い山は3900mほどである。アルトウィンはとても湿度が高く、森林は鬱蒼としている。さらに森林は内陸から黒海海岸まで一面に広がっている。高度の高い場所では非常に温度が低く、雨ではなく、雪が降る。
森林はヒグマの生息地になっている。チョルフ川はデリナーダム、ボルチカダム、ムラトゥルダムなど11箇所でダムが作られておりトルコに電力を供給している。
さらにこの県はトルコのラズ人、ヘムシン族、アルメニア人達の故郷である。特に、この県はグルジア人Chveneburi共同体が目立っており、彼らの多くは19世紀のオスマン帝国とロシア帝国の間の戦争の際に故郷を逃れ移住してきたグルジア出身のムスリムの子孫である。これらの異なった人々が様々な民謡や民族舞踊を持っている。
地元産業として養蜂が挙げられる。

## 歴史
この地域は歴史に富みながら、近年は考古学者によって広く研究されていない。出土品は銅器時代やそれ以前までさかのぼる。アルトヴィンに最初に人が住み始めたのは紀元前2000年からとされており、ヴァン湖近辺を根拠地としていたウラルトゥ王国に隣接していたと考えられている。後にこの地域はコルキスの一部となるが、何度も外敵に攻撃された。コーカサスのスキタイ、アラブのイスラム教徒などに攻撃され、853年から1023年にかけて、この地域はビザンチン帝国に支配された。
セルジューク朝のアルプ・アルスラーンはこの地域を1064年に占領したが、その期間も長くなく、この地域の支配権はビザンチンの支援を受けたグルジア王国が回復する。しかし、その後1081年、再度トルコ系国家に支配権が移った。その後セルジューク朝の崩壊とともに、アルトヴィンはベイリクの一つであるイルデニズ侯国の支配下に移った。この後も多くのトルコ部族の間の争いと支配が転がり、これに漁夫の利を得たペルシャのサファヴィー朝が1502年にこの地域を占領した。
最終的に、オスマン帝国のメフメト二世がギリシャ人国家のトレビゾンド帝国を破り黒海海岸の支配権を得、内陸までも支配し、後のセリム一世の遠征でこの一体の地域と城を占拠した。1627年にはオスマン帝国の占領かで安定し、ラジスタン県となった。
250年前からの露土間の戦争がはじまり、第四次露土戦争によってこの地域はロシアに割譲されたが、第五次露土戦争でトルコ側が取り戻し、第六次露土戦争に再度ロシアに占領された。
この後、ブレスト＝リトフスク条約、モスクワ条約、カルス条約によってトルコ領に確定した。これらの19世紀末期の露土間における一連の露土戦争はアルトヴィンの民族に苦痛を与え、多くの民族が戦乱を避け、あるいはロシアの支配を逃れるためと言った理由からこの地を去り、西方へと移住していった。

### キリスト教
タオ・クラルジェティ王国時代に端を発するグルジア教会がOshki, Khakhuli, Ishkhani, Shatberdi, Parkhaliなど多く残っている。1850年代に、ローマ皇帝ピウス9世はロシア南部のアルメニアカトリック信者のため、アルトヴィンにコンスタンティノープルのキリキアの司教に従属するアルメニア・カトリック教区を設置した。最初の司教はTimotheus Astorgi(ティモセウス・アストージ? 1850-1858)で、続いてAntonius Halagi(アントニウス・ハラギ? 1859)、その後Joannes Baptista Zaccharian(ヨアネ・バプチスタ・サッチャーリアン 1878)が司教になった。1878年、ロシアがこの地域を併合すると、ティラスポリとして教区を設置し、新しい司教の任命を拒否した。
カトリック百科事典では町の人口はアルメニア人とトゥルクが混ざっており、1894年に5,900人であり、九つのカトリック教会、四つの男子学校、三つの女学校があり、管区全体では12,000人のアルメニア人の信者がおり、25人の司教と、30の教会やチャペル、22の小学校に900人近い生徒がいるとしている。

### 1917以降
第一次世界大戦中、オスマン帝国が交戦していたロシア帝国では共産革命が起き、これを受けたロシアは撤退することになった。
第一次世界大戦ではオスマン帝国は敗戦国側に廻り、この地域にはグルジアを支援するイギリス軍が駐屯した。この後、アルトヴィンはグルジアに併合されたが、1920年の国民投票では、この地域の多数派はトゥルクであったため、カルス条約によってグルジア軍はこの地域から撤退した。

## 名跡・名所
アルトヴィンは多くの古城とオスマン帝国時代の家屋、モスク、泉などの建築が残っている。毎年6月には闘牛などが行われるカフカソール・フェスティバルが開催される。
カチカル山やグルジア国境付近のMacahel渓谷は行楽に非常に向いている。
シャヴシャットのGenciyan丘陵からは国境とBinboğa湖が見え、この地区にはシャヴシャット湖とボルチカ湖、クユルクル湖などの湖もある。
チョルフ川ではラフティングの大会が開かれている。
ユスフェリの谷では幾つかのグルジア教会がある。
Bilbilan Yaylası(ビルビラン・ヤユラス)はトルコの典型的な高原牧草地になっている。
Savanginの古代の洞窟には未解読のアルファベットが書かれている。

## 下位自治体
- アルトヴィン（Artvin）
- アルダヌチュ（英語版、トルコ語版）（Ardanuç） - カシュクチュ村がある。
- アルハヴィ（Arhavi）
- ボルチカ（Borçka）
- ホパ（Hopa）
- ケマルパシャ（Kemalpaşa）
- ムルグル（Murgul）
- シャヴシャット（Şavşat）
- ユスフェリ（Yusufeli）